# Pteroneta madangiensis
Pteroneta madangiensis Versteirt, Deeleman-Reinhold & Baert, 2008 è un ragno del genere Pteroneta, famiglia Clubionidae.

## Distribuzione e habitat
Pteroneta madangiensis è endemica della Nuova Guinea.